# 旺斯河畔洛努瓦
旺斯河畔洛努瓦（法語：Launois-sur-Vence，法語發音：[lonwa syʁ vɑ̃s]）是法国大東部大區阿登省的一个市镇，位于该省西部，属于沙勒维尔-梅济耶尔区。

## 地名
《世界地名翻译大辞典》与《世界地名译名词典》将其纯音译作“洛努瓦叙旺斯”，虽然“sur”后接非河名的时候地名需纯音译，不过此处的“旺斯”确实是一条河流的名称。

## 地理
旺斯河畔洛努瓦（49°39'12"N, 4°32'16"E）面积13.37 平方千米，位于法国大東部大區阿登省，该省份为法国北部内陆省份，西接埃纳省，南至马恩省，东临默兹省，北与比利时接壤。
与旺斯河畔洛努瓦接壤的市镇（或旧市镇、城区）包括：多姆里、让丹、讷维济、坦勒穆捷。
旺斯河畔洛努瓦的时区为UTC+01:00、UTC+02:00（夏令时）。

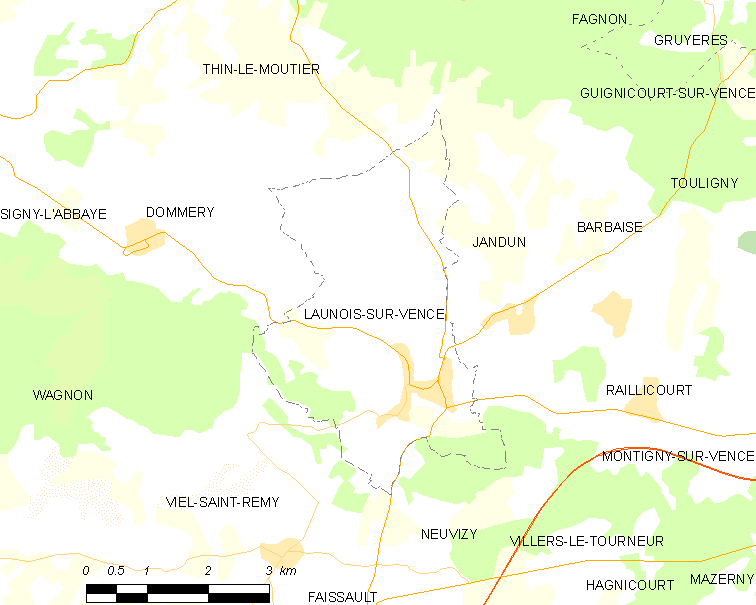
旺斯河畔洛努瓦的OSM定位图

## 行政
旺斯河畔洛努瓦的邮政编码为08430，INSEE市镇编码为08248。

## 政治
旺斯河畔洛努瓦所属的省级选区为锡尼拉拜县。

## 交通
阿登省省道D3线、D20线、D27线和D35线在境内交汇。兰斯—沙勒维尔一线的铁路经过境内但未设车站。

## 人口

1962-2008年间旺斯河畔洛努瓦人口变化图示

旺斯河畔洛努瓦于2022年1月1日时的人口数量为686人。